# Ярославка (Хмельницкая область)
Ярославка (укр. Ярославка) — село в Хмельницком районе Хмельницкой области Украины.
Население по переписи 2001 года составляло 760 человек. Почтовый индекс — 31512. Телефонный код — 3857. Занимает площадь 3,412 км². Код КОАТУУ — 6823087401.

## Местная власть
31530, Хмельницкая обл., Хмельницкий р-н, пгт Меджибож, ул. Святотроицкая, 5